# Claude McKay
Festus Claudius "Claude" McKay (n. 15 septembrie 1889, Clarendon Parish⁠(d), Middlesex County⁠(d), Jamaica – d. 22 mai 1948, Chicago, Illinois, SUA) a fost un scriitor jamaican-american de culoare, reprezentant de seamă al curentului „Renașterea din Harlem” și unul dintre cei mai valoroși poeți afro-americani din secolul al XX-lea.
A scris o lirică protestatară, cu accente folclorice și trăsături dialectale, de denunțare a discriminării rasiale.

## Scrieri
- 1911: Songs from Jamaica ("Cântece din Jamaica");
- 1922: Harlem Shadows ("Umbrele Harlemului");
- 1928: Home to Harlem ("Acasă, în Harlem");
- 1937: Long Way From Home ("Departe de casă").

## Legături externe
- Profile and poems of Claude McKay at the Poetry Foundation.
- Harlem Shadows: An Electronic Edition Arhivat în 15 aprilie 2022, la Wayback Machine. Full text of McKay's 1922 collection of poems (including "America", "December 1919", "Enslaved", "Harlem Shadows", "If We Must Die", "On Broadway", "Romance", "The Tropics in New York") as well as early reviews.
- Overview of the Claude McKay Collection held at Beinecke Rare Book and Manuscript Library, Yale University.[nefuncțională]
- Opere de sau despre Claude McKay la Internet Archive
- Lucrări de Claude McKay la LibriVox (cărți audio aflate în domeniul public)
- "Claude McKay and the New Negro of the 1920's" Arhivat în 22 martie 2019, la Wayback Machine. at the University of Illinois.
- FBI file on Claude McKay at the Internet Archive